# Adrian Rus
Pour les articles homonymes, voir Rus.
Adrian Rus (Rus Adrián en hongrois) est un footballeur international roumain né le 18 mars 1996 à Satu Mare. Il évolue au poste de défenseur central au Pise SC.

## Biographie

### En club
Le 25 juin 2019, il est transféré chez le vice-champion de Hongrie de la saison 2018-2019, le Fehérvár FC, pour un montant de cinq cent mille euros.
Après 70 matchs et 2 buts pour le club hongrois, Adrian Rus est transféré au Pise SC pour 1 million d'euros le 2 août 2022. Il signe un contrat de 4 ans. Le 14 août 2023, Rus est prêté à Paphos FC à Chypre, pour 1 an.

### En sélection nationale
Ayant obtenu la citoyenneté hongroise lors de son début de carrière en Hongrie, il est éligible pour jouer avec l'équipe nationale de Hongrie. Malgré cela, il déclare dans un entretien accordé à la fédération roumaine de football, qu'il est « à 100 % roumain » et souhaite jouer en faveur de la Roumanie.
Il est sélectionné avec l'équipe de Roumanie espoirs pour le championnat d'Europe espoirs 2019, où il fait une apparition en tant que titulaire contre l'équipe de France. 
En août 2019, Adrian Rus est pour la première fois convoqué avec l'équipe senior, et joue son premier match lors d'une victoire finale 1-0 sur Malte, le 8 septembre 2019, lors des éliminatoires de l'Euro 2020.
Il est retenu dans la liste des 26 joueurs roumains du sélectionneur Edward Iordănescu pour participer à l'Euro 2024.